# Dorsino
Dorsino (deutsch veraltet: Dursin)  ist eine Fraktion der italienischen Gemeinde San Lorenzo Dorsino in der Provinz Trient, Region Trentino-Südtirol. 

## Geographie
Der Ort liegt etwa 17 Kilometer westlich von Trient auf einer Höhe von 636 m s.l.m. an den südöstlichen Ausläufern der Brentagruppe in den Äußeren Judikarien. Im Nordosten liegt der Lago di Molveno. Die Gemeinde gehörte zur Talgemeinschaft Comunità delle Giudicarie. Die Nachbargemeinden waren Comano Terme, San Lorenzo in Banale und Stenico. Zum ehemaligen Gemeindegebiet gehörten noch die Fraktionen Andogno und Tavodo. 

## Geschichte
Dorsino war bis 2014 eine eigenständige Gemeinde und schloss sich zum 1. Januar 2015  mit der Gemeinde San Lorenzo in Banale  zur neuen Gemeinde San Lorenzo Dorsino zusammen.

## Verkehr
Durch den Ort führt die Strada Statale 421 dei Laghi di Molveno e Tenno vom Nonstal nach Riva del Garda.